# 9529 Protopapa
9529 Protopapa è un asteroide della fascia principale. Scoperto nel 1981, presenta un'orbita caratterizzata da un semiasse maggiore pari a 2,4200558 UA e da un'eccentricità di 0,1580451, inclinata di 0,33951° rispetto all'eclittica.